# رونالد ر. بلانك
رونالد ر. بلانك (بالإنجليزية: Ronald R. Blanck)‏ هو طبيب عسكري أمريكي، ولد في 8 أكتوبر 1941 في لانكستر في الولايات المتحدة.